# NGC 4673
NGC 4673 је елиптична галаксија у сазвежђу Береникина коса која се налази на NGC листи објеката дубоког неба.
Деклинација објекта је + 27° 3' 40" а ректасцензија 12h 45m 34,7s. Привидна величина (магнитуда) објекта NGC 4673 износи 13,1 а фотографска магнитуда 14,1. NGC 4673 је још познат и под ознакама UGC 7933, MCG 5-30-73, MK 656, CGCG 159-70, PGC 43008.